# Vertigo pusilla
Vertigo pusilla е вид коремоного от семейство Pupillidae.

## Разпространение
Видът е разпространен в европейските страни и острови, включително: Чехия, Холандия, Полша, Словакия, Украйна, Великобритания и Ирландия.